# Аморі Ноласко
Аморі Ноласко (нар. 24 грудня, 1970) — пуерториканський актор і продюсер, відомий за роллю Фернандо Сукре в серіалі «Втеча з в'язниці».

## Біографія
Ноласко народився в Пуерто-Рико в сім'ї вихідців з Домініканської Республіки. В дитинстві він дружив з майбутньою зіркою бейсболу Хорхе Посадою. Професія актора не була пріоритетною для Аморі і після школи він поступив на біологічний факультет Університету Пуерто Рико з бажанням отримати ступінь по біології. Після тривалих пошуків себе, як біолога, Ноласко переїжджає до Нью-Йорку, де поступає в Американську Британську школу драматичного мистецтва. Він також поступив до Студії Маржорі Беллентайн, де навчався з майбутньою зіркою 2 сезону «Втечі з в'язниці» Джеймсом Хіроюкі Ліао. Після переїзду в Лос-Анджелес він намагається продовжити кар'єру актора і працює в популярному клубі Conga Room.
Ноласко є прихильником Барака Обама і для підтримки майбутнього президента США, він знявся у кліпі Will.I.Am'a «Так, ми можемо».
Він зустрічався з Міс Всесвіт Дайянарою Торрес. З 2009 Аморі Ноласко зустрічалався з Дженніфер Моррісон, найбільш відомою за ролями Елісон Кемерон у серіалі «Доктор Хаус» та Емми Свон «Якось у казці». Пара розпалася в 2012 році.

## Кар'єра
Ноласко знімався в окремих епізодах різноманітних серіалів таких, як «Арлі$$», «CSI: Місце злочину» та «Швидка допомога». Його першою роллю в повнометражному фільмі стала роль «Помаранчевого Джуліуса» в «Подвійному форсажі». Також він був партнером Берні Мака у фільмі «Містер 3000».
Ноласко знімається в кількох епізодах серіалів «Джордж Лопес», «Місце злочину: Нью-Йорк» та у фільмі «Запасні гравці». Він також з'являється в «Mind of Mencia» і телевізійній адаптації «Трансформери», що вийшов на екрани літом 2007 року. Режисер фільму Майкл Бей запропонував Аморі знятися в сиквелі «Трансформери: Помста полеглих», проте актор відмовився, в зв'язку з щільним графіком зйомок. Його найвідоміша роль на сьогодні є роль в серіалі телекомпанії FOX «Втеча з в'язниці».

## Фільмографія
| Рік       |    | Українська назва                         | Оригінальна назва                          | Роль                  |
| --------- | -- | ---------------------------------------- | ------------------------------------------ | --------------------- |
| 1999      | с  | Арлі$$                                   | Arli$$                                     | Айворі Ортега         |
| 1999      | с  | Ранковий випуск                          | Early Edition                              | Педро Мендоза         |
| 2000      | тф | Дурні з Хаззарда в Голлівуді             | The Dukes of Hazzard: Hazzard in Hollywood | Кіпріяно              |
| 2000      | с  | Жінка-Мисливець                          | The Huntress                               | Флако Розаріо         |
| 2000      | ф  | Брат                                     | Brother                                    | Віктор                |
| 2001      | с  | CSI: Місце злочину                       | Crime Scene Investigation                  | Гектор Дельгадо       |
| 2002      | с  | Швидка допомога                          | ER                                         | Ріккі                 |
| 2002      | ф  | Фінальний відрив                         | Final Breakdown                            | Гектор Артуро         |
| 2003      | с  | Джордж Лопес                             | George Lopez                               | Молодий Менні         |
| 2003      | ф  | Бойова бригада                           | The Librarians                             | G-Мен                 |
| 2003      | ф  | Подвійний форсаж                         | 2 Fast 2 Furious                           | Енріке                |
| 2004      | ф  | Містер 3000                              | Mr. 3000                                   | Мінадео               |
| 2004      | с  | Єва                                      | Eve                                        | Адріан                |
| 2005      | с  | Місце злочину: Нью-Йорк                  | CSI: NY                                    | Рубен ДеРоса          |
| 2005—2009 | с  | Втеча з в'язниці                         | Prison Break                               | Фернандо Сукре        |
| 2006      | ф  | Запасні гравці                           | The Benchwarmers                           | Карлос                |
| 2007      | ф  | Трансформери                             | Transformers                               | Фігуеро               |
| 2007      | тф |                                          | Mind of Mencia                             | сам себе              |
| 2008      | ф  | Королі вулиць                            | Street Kings                               | Сантос                |
| 2008      | ф  | Макс Пейн                                | Max Payne                                  | Джек Люпіно           |
| 2009      | ф  | Інкасатор                                | Armored                                    | Палмер                |
| 2010      | с  | Південна територія                       | Southland                                  | детектив Рене Кордеро |
| 2011      | ф  | Ромовий щоденник                         | The Rum Diary                              | Сеґґура               |
| 2013      | ф  | Міцний горішок. Гарний день, аби померти | A Good Day to Die Hard                     | Мерфі                 |
| 2013      | с  | Чорна мітка                              | Burn Notice                                | Матео                 |
| 2016      | ф  | Злочинець                                | Criminal                                   | Естебан Руіза         |
| 2019      | с  | Влада у нічному місті                    | Power                                      | Рудольфо              |